# Labastide-Paumès
Labastide-Paumès (em occitano:  La Bastida de Paumèrs) é uma comuna francesa na região administrativa da Occitânia, no departamento do Alto Garona. Estende-se por uma área de 8.04 km², com 144 habitantes, segundo o censo de 2018, com uma densidade de 18 hab/km².